# پتر هیلزه
پتر هیلزه (اسپانیایی: Peter Hilse‎؛ زادهٔ ۸ مهٔ ۱۹۶۲) دوچرخه‌سوار اهل آلمان است.